# LDU Portoviejo
Maillots
La Liga Deportiva Universitaria de Portoviejo est un club équatorien de football basé à Portoviejo.

## Palmarès
- Championnat d'Équateur de football D2
  - Champion : 1972, 1976, 1980, 1992
  - Second : 1981, 1990, 1991, 1993, 1999, 2000, 2008.